# Caecitellus
Ordre
Famille
Genre
Caecitellus est, selon GBIF, l’unique genre du groupe des Bigyra (organisme  flagellé), décrit dans la classe des Bicoecidea, l’ordre des Anoecida, et la famille des Caecitellidae.

## Étymologie
Caecitellus est probablement dérivé du grec ξαεκί / xaekí, « déchirer de coups de fouet », et du latin tellus, « terre, sol, milieu (dans le sens terrain) », en référence au flagelle antérieur de ce protiste qui semble fouetter le milieu dans lequel il évolue.

## Description
Les flagellés glissants des espèces du genre Caecitellus ont une ouverture buccale ventrale bien visible. Leur cellules mesurent entre 2 et 10 µm. L'orientation de leurs deux flagelles et le mode de battement du flagelle antérieur caractérisent le genre.
- Le flagelle antérieur s'insère de façon apicale, et mesure 1 à 2,5 fois la longueur de la cellule ; il bat antérieurement et de manière rigide,
- Le flagelle postérieur traînant fait entre 2 à 4,5 fois la longueur de la cellule

Ces petits nanoflagellés hétérotrophes ont des formes quelque peu arrondies ou triangulaires. Ils se nourrissent de bactéries.

Lorsqu’en 1913 K. Griessmann observe pour la première fois l'espèce qu'il nommera Bodo parvulus, il le décrit ainsi : 

« Cet organisme délicat surpasse presque les Bodo minimus Kleb nouvellement décrits en eau douce en termes de petitesse. Il est apparu en faible quantité dans la couche superficielle d'une culture d'algues de Roscoff déjà avancée jusqu'à un degré de décomposition assez élevé.
Le corps approximativement triangulaire, généralement plus ou moins aplati, est souvent plus large que long ; sa plus grande longueur est de 3 à 4 μm et sa plus grande largeur de 4 à 5 μm. Les deux flagelles, relativement épais pour leur taille, naissent d'une fosse située près de l'extrémité antérieure. Les flagelles antérieurs, presque de la longueur du corps, restent droits et tournent lentement pour former un cône, tandis que les flagelles postérieurs, deux fois plus longs, sont simplement traînés. Le mouvement du flagellé lui-même consiste uniquement en une lente rampe vers l'avant sans aucune rotation autour de l'axe longitudinal. Parfois, cependant, elle s'arrête brusquement, s'accroche un instant au bout du fouet traînant et projette tout son corps dans une direction différente, poursuivant à nouveau son mouvement en ligne droite.
Le plasma incolore du corps contient toujours de petits grains et quelques particules alimentaires comme inclusions. La prise alimentaire elle-même a lieu directement dans le plasma (Fig. 12, IV), mais contrairement au Bodo typique, elle peut parfois également être observée à d'autres endroits. Le noyau vésiculaire est situé au milieu du corps. Il n'y a pas de vacuole contractile. La division est tout à fait normale et s’effectue dans un délai extrêmement court. »

## Liste des espèces
Selon GBIF (18 novembre 2024) :
- Caecitellus parvulus (Griessmann, 1913) D.J. Patterson, K. Nygaard, G. Steinberg & Turley, 1993

Cette espèce a pour basionyme (c'est-à-dire pour nom originel) Bodo parvulus Griessmann, 1913.
Selon The Taxonomicon (23 novembre 2024) et Hausmann et al. (2006) :
- Caecitellus paraparvulus Hausmann et al., 2005
- Caecitellus parvulus (Griessmann, 1913) D.J. Patterson, K. Nygaard, G. Steinberg & Turley, 1993 : espèce type
- Caecitellus pseudoparvulus Hausmann et al., 2005.

## Systématique
Le nom valide de ce taxon est Caecitellus Patterson (d), Nygaard (d), Steinberg (d) & Turley (d), 1993,.

## Publications originales
- Genre Caecitellus :
  - (en) David Joseph Patterson, Kari Nygaard, Gero Steinberg et Carol M. Turley, « Heterotrophic flagellates and other protists associated with oceanic detritus throughout the water column in the mid North Atlantic », Journal of the Marine Biological Association of the United Kingdom, Royaume-Uni, vol. 73,‎ 1993, p. 67-95 (ISSN 0025-3154, e-ISSN 1469-7769, lire en ligne, consulté le 18 novembre 2024).
- Espèce Caecitellus parvulus, sous le protonyme Bodo parvulus :
  - (de) Karl Griessmann, « Über marine Flagellaten », Archiv für Protistenkunde, Allemagne, vol. 32,‎ 1913, p. 1-78.